# Цунду Пема Лхамо
Аши Цунду Пема Лхамо (англ. Tsundue Pema Lhamo; род. 1886 год, Курто, Кхома — 1922 год, Дворец Вандичходинг, Бумтанг) — первая королева-консорт Бутана.

## Ранняя жизнь
Аши Цунду Пема Лхамо родилась в 1886 году в Курто, Кхома в семье Кунзанга Тинлея, 18-го и 20-го дзонгпена Тхимпху, и его жены, Сангай Дролмы, знатной дамы из Курто Кхома.
Её отец, Кунзанг Тинлей, был двоюродным братом первого Друк Гьялпо, Угьена Вангчука (её будущего мужа).
У неё был единственный брат, Угьен Тинлей Дорджи (1906–1949), 8-й гангтенг тулку.
Она принадлежала к родам Пелинг и Ньо.

## Брак и семья
Она вышла замуж за Гьялпо Угьена Вангчука, и стала его четвертой женой. Свадьба состоялась во дворце Вандичходинг, в Бутане, в 1901 году. На тот момент ей было 15 лет.
Сначала в своей стране она носила титул Махарани.
Её дети от Первого Друк Гьялпо:
- Дашо Н. Вангчук (1903–умер в младенчестве)[4].
- Его Величество Второй Король (Друк Гьялпо) Джигме Вангчук (1905–1952).
- Его Высочество Принц (Друк Гьялсей) Гюрме Дорджи (1911–1933), не был женат и не оставил потомства.
- Её Высочество Принцесса (Друк Гьялсем) Кенчо Вангмо (1914–около 1975). Получила образование в школе дворца Бутанганг. Была покровительницей традиционных искусств и религиозных учреждений, а также лириком и композитором буддийских песен. В конце жизни стала буддийской монахиней и умерла незамужней в монастыре Джангчублинг[5].
- Его Высочество Принц (Друк Гьялсей) Карма Тинлей Лхундруб (1917–1949), Дроньер. Умер неженатый в монастыре Джангчублинг (Гангзур).

## Королева Бутана
Цунду Пема Лхамо, первая супруга короля Бутана, была глубоко преданна буддизму и единственной женщиной в округе Бумтанг, чьё запястье подходило для браслета, принадлежавшего Еше Цогьял.
Она скончалась в апреле 1922 года во дворце Вангдучолинг.